# خانه دباغ منش
خانه دباغ منش مربوط به دوره قاجار است و در شیراز، خیابان بین الحرمین، کوچه مسجد علمدار، کوچه ابن یوسف، پ ۳۳ واقع شده و این اثر در تاریخ ۸ مرداد ۱۳۸۱ با شمارهٔ ثبت ۶۰۵۸ به‌عنوان یکی از آثار ملی ایران به ثبت رسیده‌است.